# TSF Jazz
TSF Jazz est une station de radio consacrée principalement au jazz qui diffuse sur plusieurs régions en France. Elle appartient à Gérard Brémond.
« TSF », le sigle utilisé par la radio depuis sa création en 1982, signifie « télégraphie sans fil », expression qui, pendant une partie du XXe siècle, désignait ce que l'on appelle tout simplement aujourd'hui la « radio ».

## Historique

### TSF: de 1982 à 1999
TSF Jazz était, à l'origine, une radio basée en Seine-Saint-Denis, mise en place en 1982 par des élus du  Parti socialiste (PS) et le Parti communiste français (PCF), nommée « TSF » et quelques mois plus tard « TSF-93 ». Radio domiciliée à Bobigny à l'époque, elle émettait notamment depuis Nanterre et Romainville, mais avait aussi développé un petit réseau diffusé par une trentaine de radios locales, par exemple à Nérac, Bordeaux, Lens, Marseille, Aurillac, Montargis, Lyon ou encore Le Havre.
En 1990, la radio associative TSF-93 fusionne avec les radios communistes de chaque département francilien (Radio Top Essonne, 92 Radio, TSF-93, Radio Soleil 94, TSF Colline 95) pour devenir tout simplement « TSF ».

### La transformation: 1999
Au début 1999, l'inquiétude gagne la radio parisienne. Un rachat de TSF par la radio de jazz Fréquence Jazz (aujourd'hui « Jazz Radio ») ayant son siège à Lyon est évoqué.
Mais c'est finalement le groupe Nova Press avec Jean-François Bizot (Radio Nova, Nova Mag, Actuel) et Frank Ténot (Pour ceux qui aiment le jazz, Salut les copains, Paris Match, Jazz magazine) qui rachètent la station le 1er août 1999 pour créer « TSF 89.9 », en faire une radio consacrée « 100 % au jazz », et l'installent dans ses locaux de la rue du Faubourg-Saint-Antoine, dans le XIe arrondissement.

### TSF Jazz: depuis 1999
À la suite du décès de Frank Ténot en 2004, Nova devient majoritaire, le second actionnaire étant Gérard Brémond. La radio se sépare alors de son directeur d’antenne, co-créateur des programmes Jean-Michel Proust l'année suivante.
La station développe depuis le milieu des années 2000 un petit réseau national, et devient d'abord concurrent de Paris Jazz, qui ne dispose que d'une demi-fréquence à Paris et qui fusionne finalement avec Générations, puis de la station sœur de Paris Jazz, Jazz Radio.
En septembre 2008, TSF 89.9 change d'identité devenant « TSF Jazz », sans plus référencer la fréquence parisienne, et introduisant de nouveaux logo et slogan, avec pour dessein de couvrir toute la France.
Dans la semaine du 7 au 12 juin 2010, les studios parisiens de TSF Jazz, auparavant situés rue du Faubourg-Saint-Antoine à Paris, dans les locaux de Radio Nova, déménagent avec cette dernière dans de nouveaux locaux, avenue Ledru-Rollin. En septembre 2012, la station quitte le groupement d'intérêt économique (GIE) des Indés Radios. En septembre 2018, la radio s'installe, seule, dans ses nouveaux locaux sur les Grands Boulevards, au 20, boulevard Poissonnière.
Du 1er juin au 26 juin 2020, à la suite des annulations de festivals de jazz en France, pour cause de pandémie du Covid-19, TSF Jazz organise, dans ses studios, des concerts diffusés en instantané, permettant de rétribuer une partie des artistes concernés par ces annulations. La radio est soutenue par divers organismes, notamment la Sacem, la Spedidam.

## Identité de la station
Alors que la station n'émettait qu'en région parisienne, elle était connue sous le nom de « TSF 89.9 », son slogan était : « La radio Jazz & Info »  
Progressivement, le nom « TSF Jazz » fut introduit par les présentateurs, puis l'identification visuelle en RDS est passée de « TSF » à « TSF Jazz » alors qu'un nouveau logo a été mis en place et que le slogan est devenu « Tout le jazz, Toutes les émotions ». Depuis, ce slogan a encore évolué.

### Logos

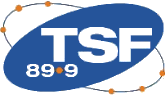
Logo de TSF 89.9 (du 1er août 1999 à 2002)
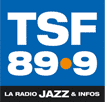
Logo de TSF 89.9 (de 2002 à septembre 2008)
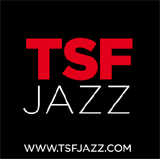
Logo de TSF Jazz (de juin 2008 à avril 2017)
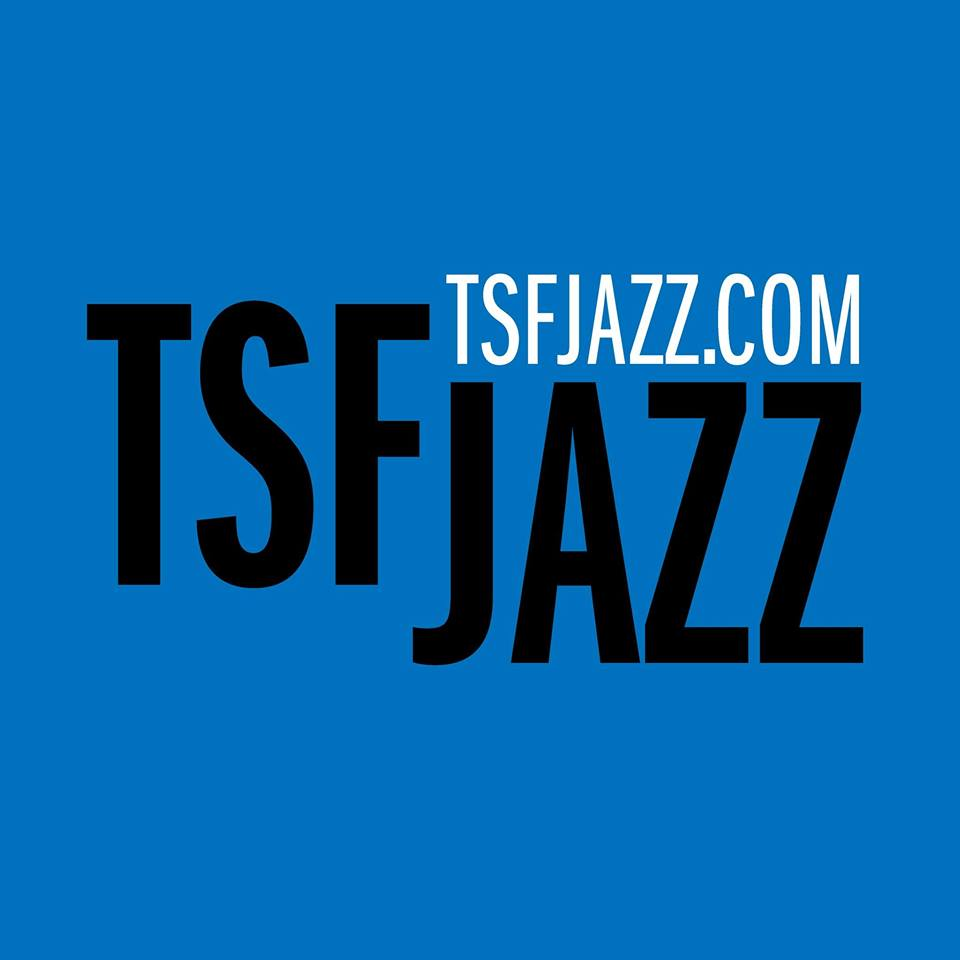
Logo de TSF Jazz (depuis avril 2017)

### Slogans
- Du 1er août 1999 à 2002 : « Votre radio »/« La proximité citoyenne en Île-de-France »/« On est fait pour s'entendre! »
- De 2002 à 2008 : « La radio Jazz & infos »
- De 2008 à 2012 : « Tout le jazz, toutes les émotions »
- Depuis 2012: « 24 heures sur 24, la seule radio 100 % jazz »

## Organisation du personnel

### Dirigeants
- Bruno Delport : Directeur général et gérant.

Sébastien Vidal : directeur d'antenne.[Depuis quand ?]

## Diffusion

### Par la RNT - DAB+
Depuis 2015, à Marseille et Nice.
Depuis le 19 juin 2018, TSF Jazz est diffusée par la RNT (DAB +) sur Lille. Depuis le 5 décembre 2018, TSF Jazz est diffusé par la RNT sur Mulhouse , Colmar et Strasbourg et Lyon.
En 2020, Bordeaux et Toulouse au premier semestre puis Avignon, Saint Etienne et une quinzaine d'autres villes diffusent TSF Jazz.
Depuis le 6 décembre 2022, les trois émetteurs situés à proximité d'Abbeville, d'Amiens et de Saint-Quentin étendent la couverture au département de la Somme et au nord de l'Aisne
Depuis le 29 Juin 2023, l'activation des émetteurs étendus de Metz, Nancy, Lunéville et Epinal rendent possible la réception de TSF Jazz sur une partie des départements de la Moselle, Vosges et Meurthe-et-Moselle.

### En FM
TSF Jazz est diffusée sur vingt fréquences FM en France. Sa diffusion est assurée par TDF depuis la Tour Eiffel pour la région parisienne et par TowerCast en province (à l'exception des fréquences de Fréjus/Saint-Raphaël, Orléans, Toulon et Solliès-Pont).
En 2008, elle ouvre ses premières fréquences en dehors de Paris et Nice : Poitiers, Laval, Orléans, Amiens et Cannes.
En 2011, elle débarque dans la région Rhône-Alpes en gagnant des fréquences à Bourg-en-Bresse, Valence et Chambéry. Cette même année, le CSA lui donnera une autre fréquence pour Nevers.
Puis en 2016, elle arrive à Saint-Brieuc, Rouen et Arcachon.
En 2017, elle se voit attribuer deux nouvelles fréquences : une à Morzine et une autre à Tarbes.
En 2019, elle ouvre trois nouvelles fréquences à Toulon, Solliès-Pont et Fréjus/Saint Raphaël.
En 2022, elle arrive à Châtellerault.
| Ville/zone             | Département     | Fréquence FM | Émetteur                                                   | Diffuseur | Puissance d'émission (PAR) |
| ---------------------- | --------------- | ------------ | ---------------------------------------------------------- | --------- | -------------------------- |
| Amiens                 | Somme           | 99.8         | Chemin de la Croix Blanche Dury                            | TowerCast | 400 W                      |
| Arcachon               | Gironde         | 107.5        | Résidence Plein Ciel 50 bis, boulevard Deganne Arcachon    | TowerCast | 1 kW                       |
| Bourg-en-Bresse        | Ain             | 98.5         | Château d'eau de Bellevue Saint-Rémy                       | TowerCast | 1 kW                       |
| Cannes                 | Alpes-Maritimes | 98.1         | Mont Pezou Chemin des Collines Le Cannet                   | TowerCast | 200 W                      |
| Chambéry               | Savoie          | 91.4         | Les Thonys Saint-Sulpice                                   | TowerCast | 250 W                      |
| Châtellerault          | Vienne          | 104.1        | Les Minimes Avenue des Mimosas Châtellerault               | TowerCast | 500 W                      |
| Fréjus - Saint-Raphaël | Var             | 93.8         | Réservoir d'eau de Laspe Saint-Raphaël                     | TDF       | 3 kW                       |
| Laval                  | Mayenne         | 97.7         | Tour des Fourches 20, place Pasteur Laval                  | TowerCast | 1 kW                       |
| Morzine                | Haute-Savoie    | 100.5        | Téléphérique du Plenay Morzine                             | TowerCast | 100 W                      |
| Nevers                 | Nièvre          | 90.2         | Rue du Bois d'Ardenet Les Fondreaux Nevers                 | TowerCast | 1 kW                       |
| Nice                   | Alpes-Maritimes | 98.1         | Mont Vinaigrier Chemin du Contéo Nice                      | TowerCast | 5 kW                       |
| Orléans                | Loiret          | 106.7        | 51, rue de Curembourg Fleury-les-Aubrais                   | TDF       | 500 W                      |
| Paris - Île-de-France  | Paris           | 89.9         | Tour Eiffel Paris                                          | TDF       | 10 kW                      |
| Poitiers               | Vienne          | 96.6         | 11 rue de Nimègue Poitiers                                 | TowerCast | 500 W                      |
| Rouen                  | Seine-Maritime  | 89.8         | Immeuble Comté de Foix 2, place Boieldieu Canteleu         | TowerCast | 1 kW                       |
| Saint-Brieuc           | Côtes-d'Armor   | 106.9        | Château d'eau du stade Marcel Gouédard Rue du Stade Plérin | TowerCast | 1 kW                       |
| Solliès-Pont           | Var             | 90.8         | Chapelle Notre-Dame du Deffens Solliès-Ville               | TDF       | 200 W                      |
| Tarbes                 | Hautes-Pyrénées | 104.4        | La Fontaine de Biberne Serrecaute Ibos                     | TowerCast | 400 W                      |
| Toulon                 | Var             | 90.8         | Mont FaronToulon                                           | TDF       | 4 kW                       |
| Valence                | Drôme           | 89.5         | Signac Saint-Romain-de-Lerps                               | TowerCast | 500 W                      |

### Par Satellite
TSF Jazz est diffusée en numérique clair sur le satellite Astra 19,2° Est.

### Sur Internet
L'écoute de TSF Jazz peut se faire sur son site web tsfjazz.com et sur son application disponible sur iOS et Android.